# Émile Schuffenecker
Pour les articles homonymes, voir Schuffenecker.
Émile Schuffenecker, né le 8 décembre 1851 à Fresne-Saint-Mamès, et mort le 31 juillet 1934 à Paris, est un peintre postimpressionniste français de l'École de Pont-Aven.

## Biographie

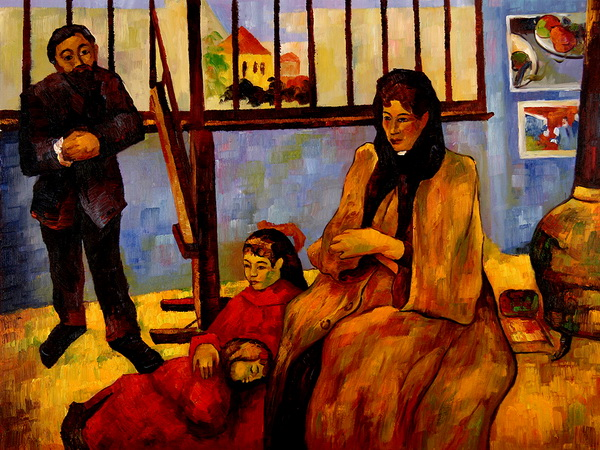
Paul Gauguin, L'Atelier de Schuffenecker ou La Famille Schuffenecker (1889), Paris, musée d'Orsay.

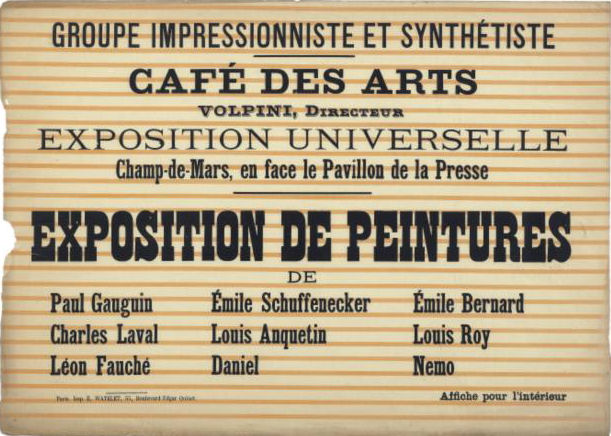
Exposition Volpini, été 1889.

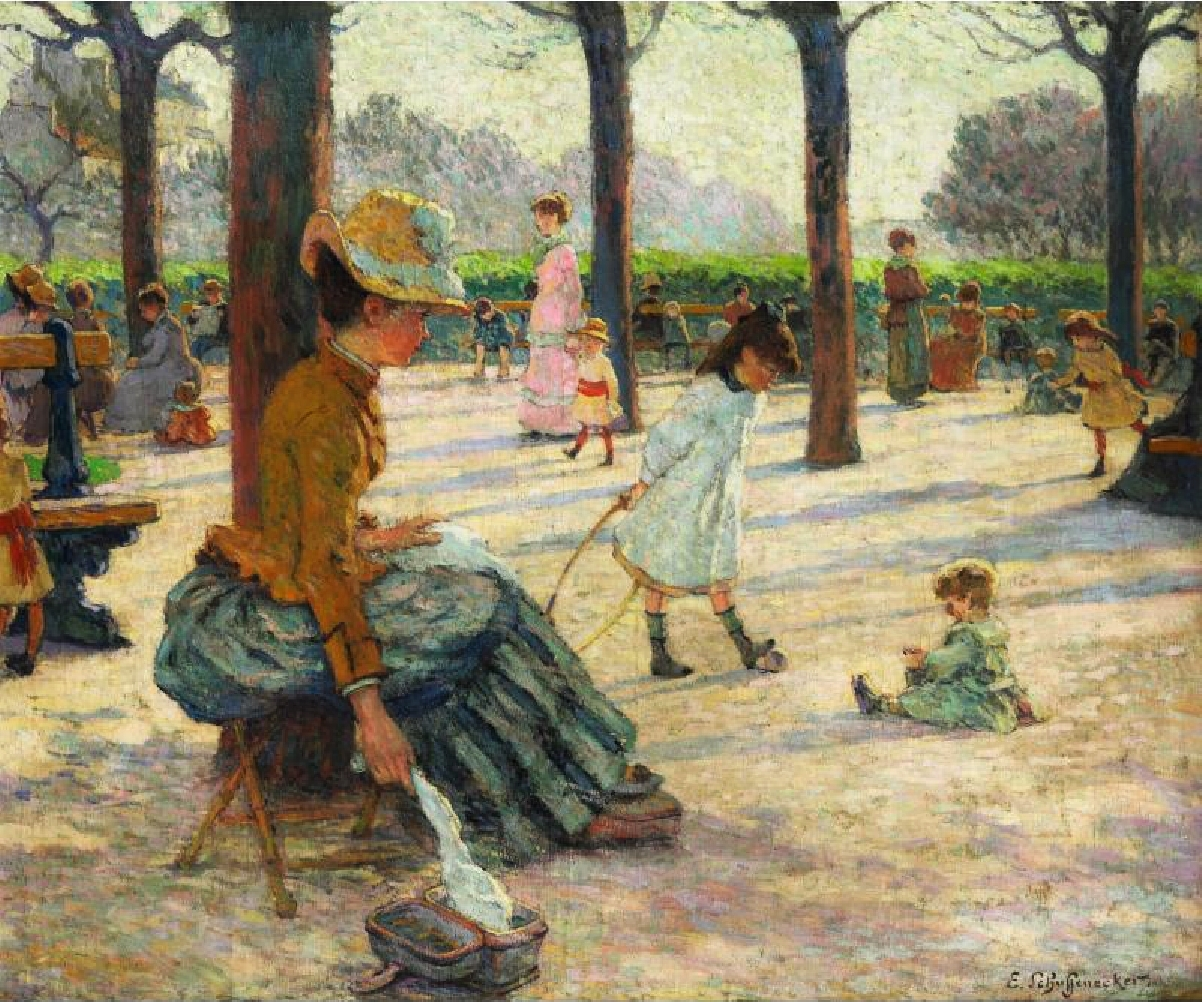
Le Square au Luxembourg, 1886.

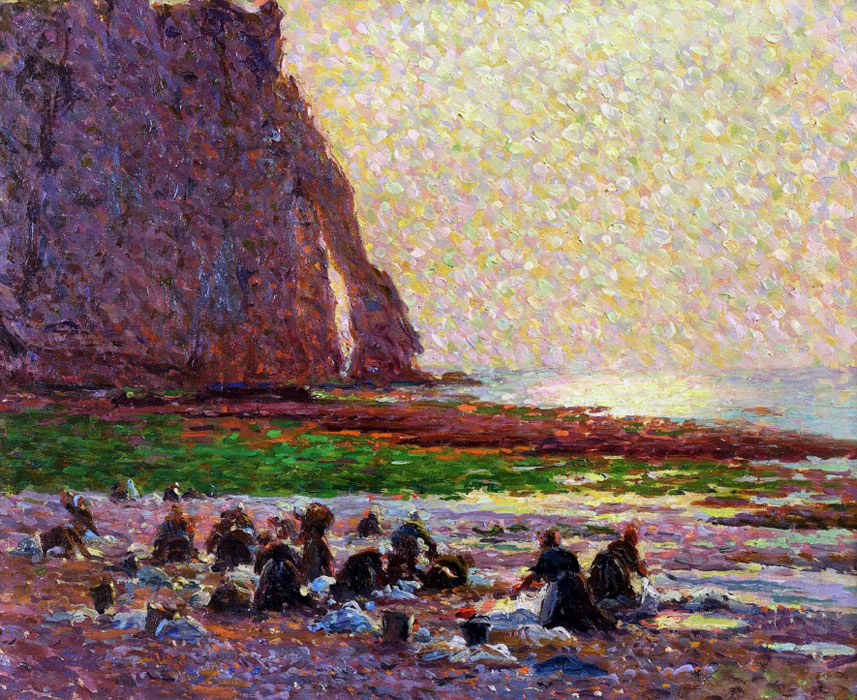
Les lavandières à Étretat, 1887.

Son père, Nicolas Schuffenecker (1829–1854), un tailleur d'origine alsacienne, meurt alors que Claude-Émile Schuffenecker a à peine deux ans. Peu après, la veuve Schuffenecker s'installe avec ses deux garçons à Meudon, près de Paris, où vivent des membres de sa propre famille, et trouve un travail dans une blanchisserie. Plus tard, Schuffenecker est pris en charge et élevé par la sœur de Mme Schuffenecker, Anne Fauconnet Monnet, et son mari Pierre Cornu, à Paris. Il fréquente une institution scolaire des frères des écoles chrétiennes, puis commence à travailler dans le commerce de son oncle, qui vend chocolat et café dans une boutique du quartier des Halles.

### Un courtier en banque
En 1871, Émile Schuffenecker entre comme courtier chez Bertin. Le 28 février 1872, Schuffenecker y rencontre Paul Gauguin, les deux hommes deviennent de grands amis (ce dernier le surnommant parfois « Schuff »). Émile Schuffenecker suit les cours du soir de dessin de la Ville de Paris, et prend des leçons auprès de Carolus-Duran et  Paul Baudry. Avec Gauguin, ils étudient ensemble les tableaux de maîtres au musée du Louvre, et travaillent à l'Académie Colarossi à Paris.
En 1880, Schuffenecker épouse sa cousine, Louise Lançon, dont il a une fille, Jeanne (née en 1882), et un garçon, Paul (né en 1884). Le couple accueille régulièrement des artistes dont Guillaumin et Pissarro.
Il expose au Salon de 1880 et 1881. Après la crise boursière de 1881, Émile Schuffenecker, tout comme son ami Gauguin, décide d'être peintre.
En janvier 1882, Schuffenecker reçu premier au concours d'enseignement du dessin, enseigne le dessin académique au lycée Michelet de Vanves.
En 1884, il est un des membres fondateurs du salon des indépendants après avoir été refusé au Salon de 1883. Cette année, il invite Berthe Morisot et Édouard Manet à venir voir son travail dans son atelier. Ce dernier lui recommande d'exposer avec les impressionnistes. Pissarro, qui a été également invité, le refuse jugeant son travail sans intérêt. Alors que Gauguin part pour la Martinique, Schuffenecker prend soin de son fils, Clovis Gauguin.
À Concarneau, Schuffenecker rencontre, en juillet 1886, le peintre Émile Bernard à qui il donne une lettre de recommandation pour l'introduire auprès de Gauguin.

### Le synthétisme
Gauguin et Schuffenecker vont régulièrement peindre à Pont-Aven, en Bretagne, où ce dernier fait son portrait (Schuffenecker, à Pont Aven) et un dessin caricature avec l'intitulé Synthétisme. Dans une lettre d'octobre 1888, Gauguin lui écrit :
« Un conseil, ne copiez pas trop d'après nature, l'art est une abstraction, tirez-la de la nature en rêvant devant, et pensez plus à la création qu'au résultat. C'est le seul moyen de monter vers Dieu en faisant comme notre divin Maître, créer. »
L'œuvre de Schuffenecker est en effet une suite de citations, marqué par des influences diverses, pointillisme, Degas, Gauguin, etc. Et c'est Schuffenecker qui trouve un local, le café Volpini, où les post-impressionnistes peuvent exposer.
Il avance régulièrement de l'argent à Gauguin pour préparer ses voyages, avant de devenir représentant de Gauguin quand celui-ci est dans les îles, avant de se brouiller avec lui après la mort de Clovis. Selon Gauguin, Schuffenecker n'est qu'un médiocre arriviste, né pour être ouvrier, concierge ou commerçant, un velléitaire qui attend tout des autres pour devenir un « Monsieur » un jour propriétaire.
En 1903, sa femme demande le divorce, c'est une véritable harpie, selon Gauguin, qui ne supporte plus son mari et le considère comme un idiot.
Sa collection est liquidée : elle est constituée de sept Cézanne, sept Van Gogh (Le Facteur, Le Bon Samaritain, une Arlésienne, une version des Tournesols, Souvenir du jardin à Etten dont certains tableaux sont vendus à Chtchoukine), et de nombreux Gauguin (dont Le Christ jaune), des gravures japonaises et des dessins d'Odilon Redon.
Il est déprimé. Passionné de questions sociales, il prêche à ses élèves que le dessin ne s'enseigne pas et que les problèmes sociaux peuvent se résoudre par « la confiscation des héritages au profit de la société ». Mis en congé par l'État, il est mis à la retraite.
Il expose encore en 1912 et 1917 au Salon des Indépendants.
Dans les années 1920, il fréquente à la Ruche le peintre fauve Victor Dupont, qui l'appelle de manière affectueuse « Schuff le Rouge », à cause de ses sympathies anarchistes.
Il meurt à Paris en 1934. Le peintre Jacques Schuffenecker (1941-1996) est son petit-fils.

### Soupçons de faux
Sans véritable style personnel, et professant à la fin de sa vie des idées anarchistes, Schuffenecker, a été régulièrement (dès les années 1920 puis après sa mort) soupçonné d'avoir réalisé des faux, dont des faux Vincent van Gogh (Le Jardin à Auvers et Le Jardin de Daubigny). En 1927, Schuffenecker a reconnu avoir « terminé » le Grand Arbre à Montbriand de Van Gogh, ainsi que des tableaux de Cézanne, Un paysage de L'Estaque, Portrait de la femme de Cézanne et une Vue du Jas de Bouffan. Vraisemblablement, Schuffenecker qui a très soigneusement étudié l'œuvre de Van Gogh, a également « retouché » une ou plusieurs versions des Tournesols de Van Gogh et du Jardin de Daubigny, tous les deux en sa possession depuis 1894. L'affaire de la paternité du Jardin de Daubigny sera classée par la Cour de cassation en 2004, ce tableau étant bien attribué à Van Gogh.
Selon Jill-Elyse Grossvogel, auteur du catalogue raisonné de Schuffenecker, il n'est pas établi que Schuffenecker ait sciemment falsifié des œuvres de Van Gogh avant 1900. Pour des œuvres ultérieures, le catalogue devrait bientôt pouvoir préciser les titres et les dates.

## Œuvres
- Portrait de Madame Champsaur (1890), musée des beaux-arts de Pont-Aven[11]
- Portrait de Adelswärd-Fersen, Meditation (vers 1901), National Gallery of Art, Washington, DC, Fonds Bruce Ailsa Mellon.
- Musée d'art et d'histoire de Meudon
  - Le dernier paysan de Meudon, huile sur toile, 1884
  - Le chariot de foin, huile sur toile, 1886
  - Le bateau-lavoir, huile sur toile, 1881
- Musée des beaux-arts de Brest[12] :
  - Le pont, pastel sur papier, 30 x 40,5 cm[13] ;
  - Voilier sur la mer, pastel sur papier, 23,5 x 15,5 cm[14] ;
  - Grève et falaise à l'aurore, pastel sur papier, 14 x 20 cm[15] ;
  - Paysage marin, falaise, pastel sur papier, 12,5 x 18 cm[16] ;
  - Bouquet d'arbres au feuillage rouge, pastel sur papier, 13,5 x 17,5 cm[17] ;
  - Paysage breton, rochers, pastel sur papier, 23 x 14,5 cm[18] ;
  - Paysage marin, Etretat, pastel sur papier, 11 x 17 cm[19] ;
  - Falaise et pointe, Normandie, pastel sur papier, 13,5 x 18,5 cm[20] ;
  - Jeune fille aux cheveux longs, pastel sur papier, 19,6 x 28,8 cm[21] ;
  - La clairière, fusain sur papier, 39 x 31 cm[22] ;
  - Le garçonnet, pastel sur papier, 33,7 x 23,7 cm[23] ;
  - Marie Grandcerre, crayon, 25 x 16 cm[24] ;
  - Scène dans un port de pêche breton, fusain sur papier, 31 x 24 cm[25] ;
  - Maquette d'affiche pour le journal l'Eclair, pastel sur papier, 65,2 x 49,7 cm[26].

Œuvres d'Émile Schuffenecker
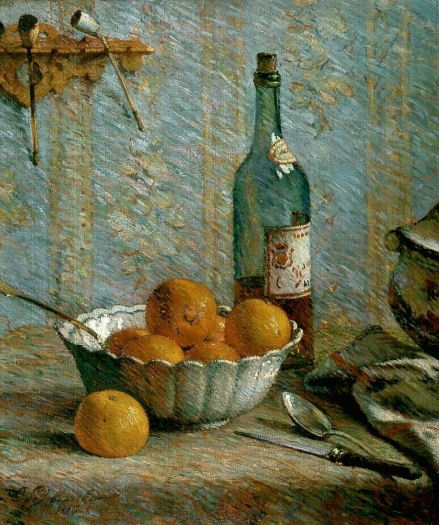
Nature morte avec bol et fruits (1886), musée Kröller-Müller, Otterlo.
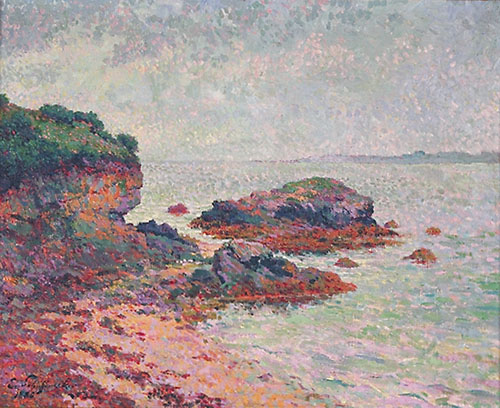
Côte rocheuse en Bretagne (1886), musée des beaux-arts de Quimper.
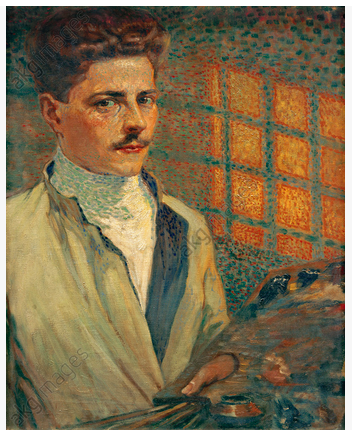
Antoine de La Rochefoucauld (1886), musée Van Gogh, Amsterdam.
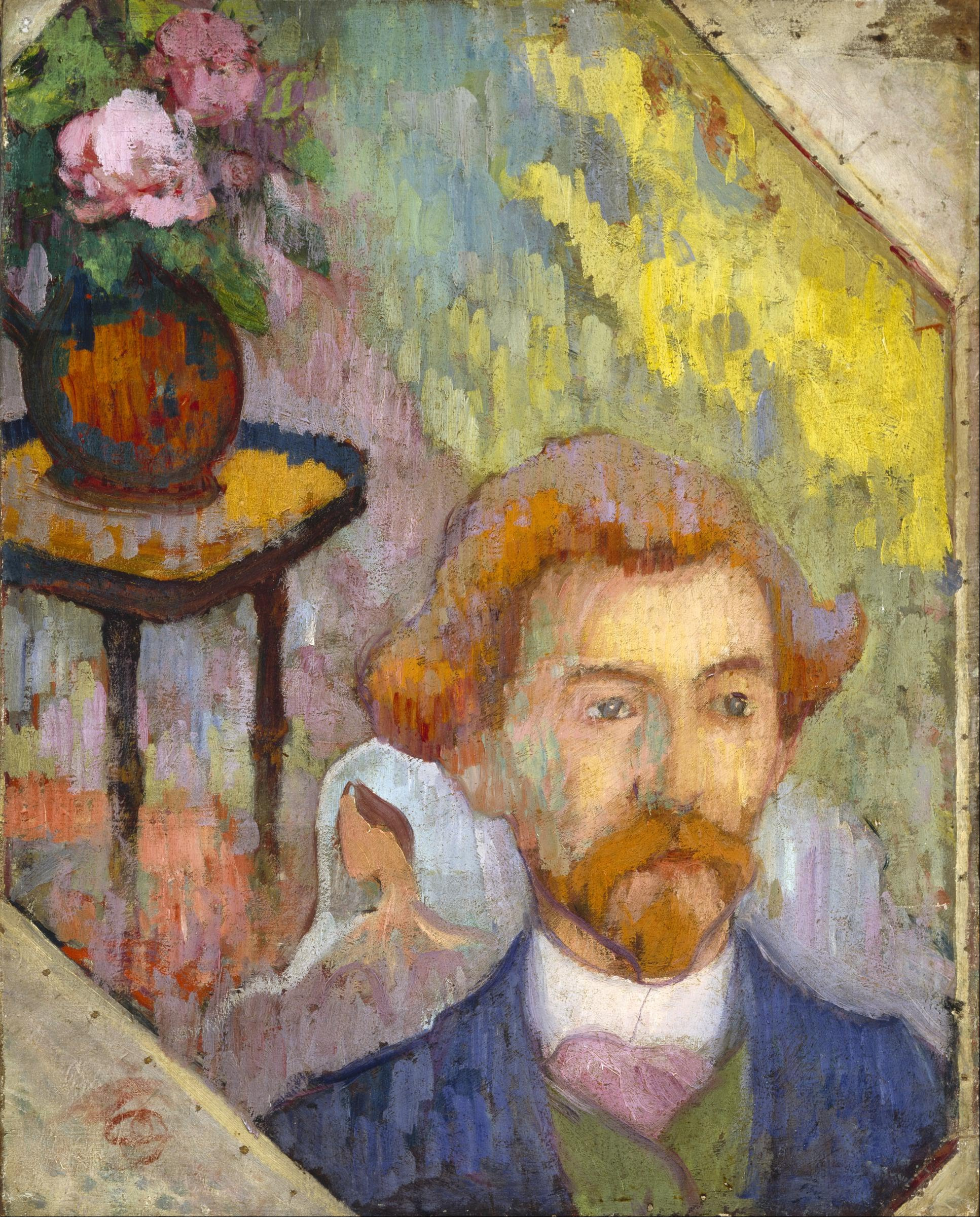
Émile Bernard (1889), musée des beaux-arts de Houston.
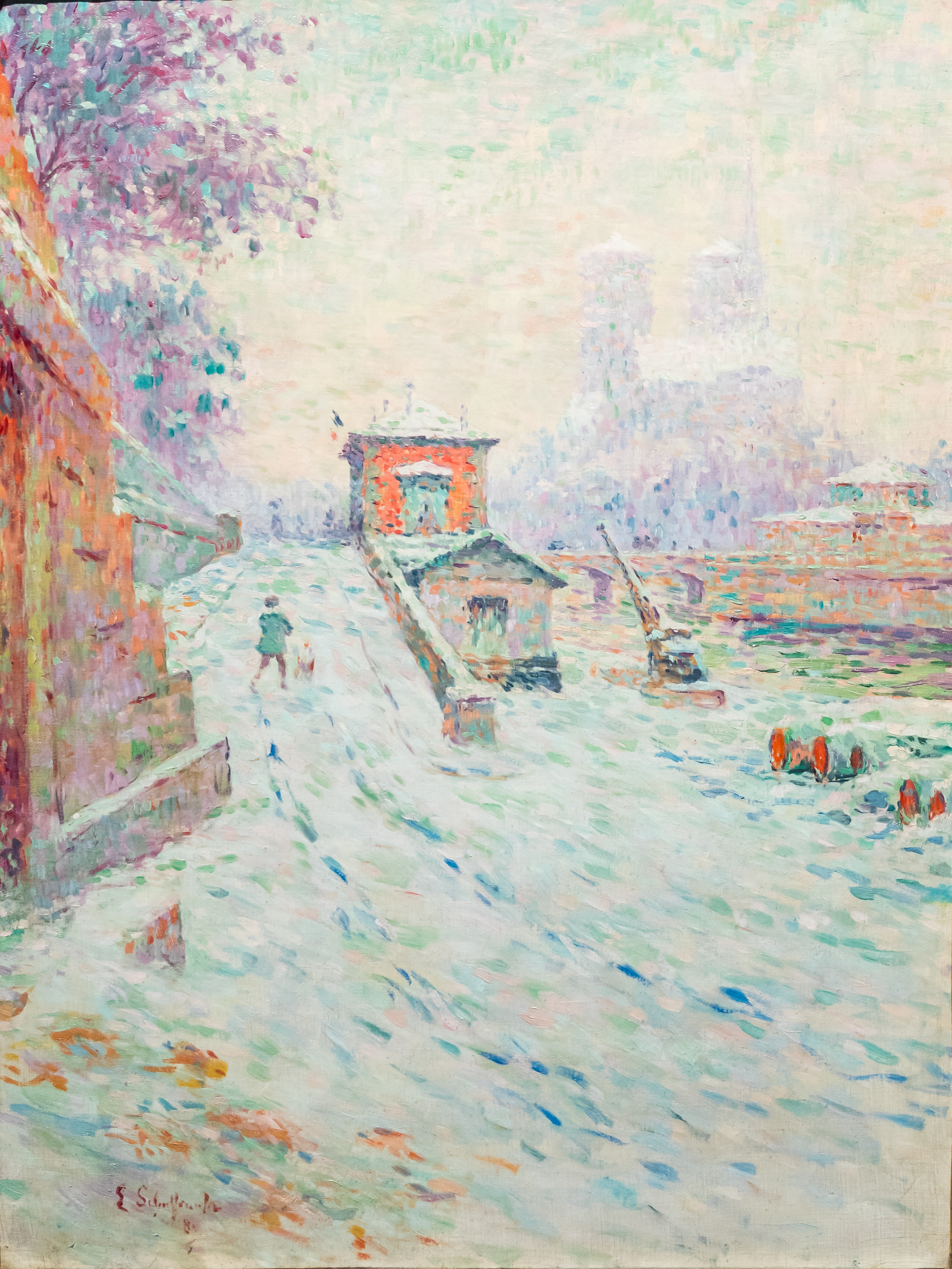
Notre-Dame par la neige (1889), Wallraf-Richartz Museum, Cologne.
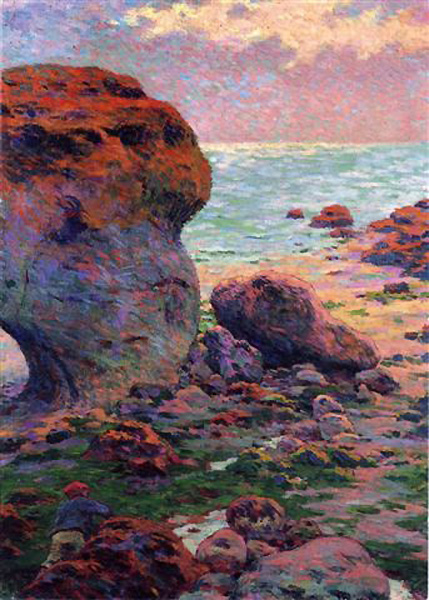
Rochers à Yport (1889), Musée des Pêcheries, Fécamp.
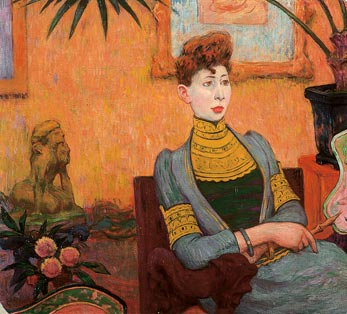
Portrait de Madame Champsaur (1890), musée des beaux-arts de Pont-Aven.
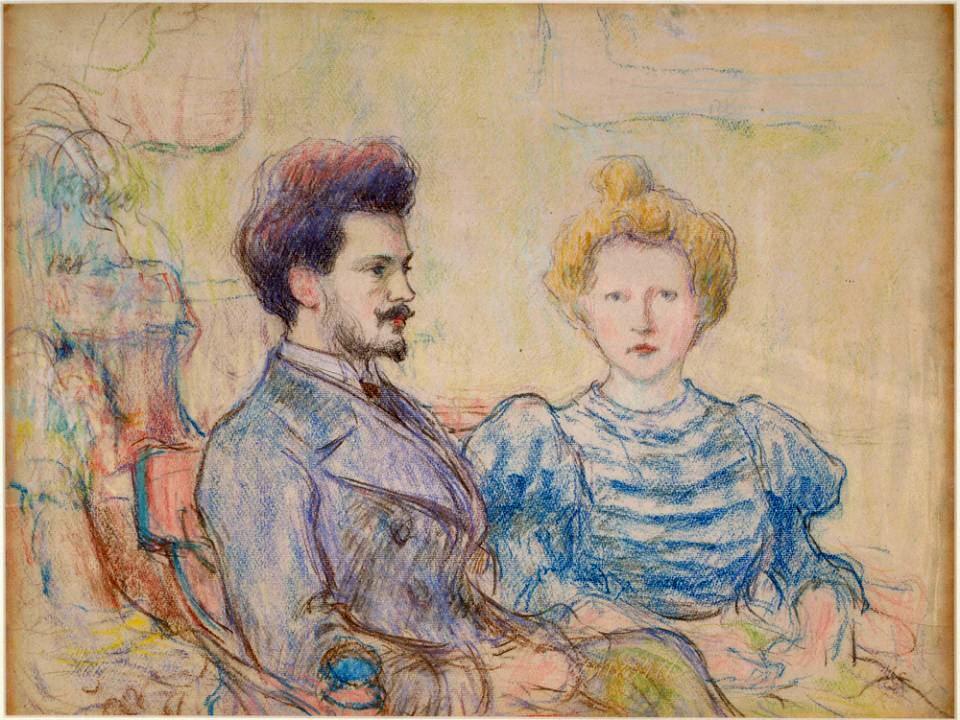
Portrait de Julien Leclercq et de sa femme (Fanny Flodin-Gustavson) (vers 1898), Herbert F. Johnson Museum of Art, Ithaca (New York).